# Ensoniq VFX
Le VFX est un synthétiseur conçu en 1988 par la société Ensoniq. Il est basé sur le principe de synthèse par table d'ondes, comme le PPG Wave. Il dispose de 21 voix de polyphonie et d'un clavier dynamique de 61 touches.
Le modèle VFX-SD est doté d'un séquenceur 24 pistes de capacité 25 000 notes extensible à 75 000 notes.

## Utilisateurs
Il a été utilisé entre autres par Tony Banks, Oscar Peterson et Jean-Jacques Birgé.